# Las Herrerías

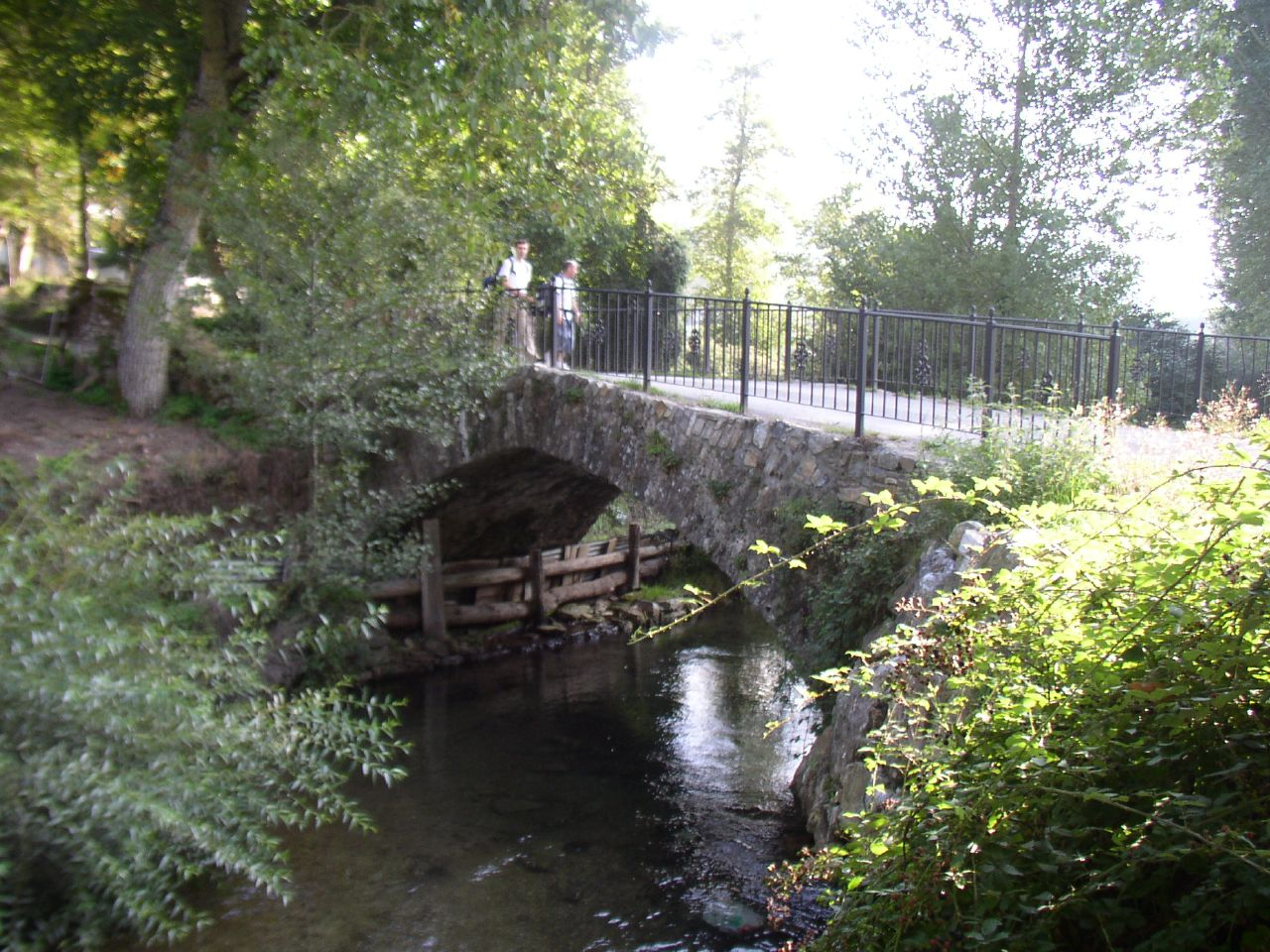
Römische Brücke über Valcarce bei Herrerías

Las Herrerías, teils auch ohne Artikel oder (mit lokalem Bezug) Las Herrerías de Valcarce, ist ein Ort am Jakobsweg in der Provinz León der Autonomen Gemeinschaft Kastilien-León, administrativ ist er von Vega de Valcarce abhängig.
Der Ortsname bezieht sich auf die Eisenherstellung, die im Ort bis auf das 17. Jahrhundert zurückreicht. Ein großes Gebäude ist zu besichtigen, in dem bis Anfang des 20. Jahrhunderts Eisen geschmolzen wurden.
Archäologische Funde und Urkunden sprechen laut Bravo Lozano dafür, dass es sich bei Las Herrerías um das von Aimeric Picaud erwähnte Villaus und um das Salvaterra Domenico Laffis handelt.
Am westlichen Ortsausgang befindet sich das Hospital Inglés (das Englische Pilgerhospiz) mit den Resten seiner Kirche und eines Pilgerfriedhofs. Es wird von Papst Alexander III. in einer Bulle von 1178 erwähnt und geht womöglich auf die Wallfahrtsabsichten des englischen Königs Heinrich II. zurück.